# Pheugopedius felix
El chivirín feliz (Pheugopedius felix) es una especie de ave paseriforme de la familia Troglodytidae endémica de las montañas de México.

## Descripción
Suele confundirse con el chirivín sinaloense (Thryophilus sinaloa). Mide de 12,5 a 14 cm; el plumaje es castaño, con barras negras en la cola, la garganta blanca, las coberteras auriculares y los laterales del cuello blancos con estrías negras. 

## Distribución y hábitat
Es endémica de México. Se distribuye en el oeste, en la vertiente del Pacífico, desde el sur de Sonora hasta el sur de Oaxaca, incluyendo los estados de Puebla y Morelos y la Ciudad de México. Su hábitat es el bosque tropical seco, matorrales espinosos y bosques de carpe. 

## Nombres comunes
Otros nombres con los que se lo denomina en español son chivirin o chivirín feliz, cucarachero feliz, ratona feliz o saltapared feliz.

## Subespecies
Se reconocen seis subespecies:
- Pheugopedius felix felix P. L. Sclater, 1860
- Pheugopedius felix grandis Nelson, 1900
- Pheugopedius felix lawrencii Ridgway, 1878 (Chivirín feliz de las Marías)
- Pheugopedius felix magdalenae Nelson, 1898
- Pheugopedius felix pallidus Nelson, 1899
- Pheugopedius felix sonorae van Rossem, 1930